# Форт Кумбхалгарх
Форт Кумбхалгарх  (хинди कुंभलगढ़ или कुम्भलगढ़) — крепость на горном хребте Аравали в округе Раджсаманд в индийском штате Раджастхан. Наряду с еще пятью фортами Раджастхана внесена в список Всемирного наследия ЮНЕСКО. 

## История
Крепость построил раджпутский правитель княжества Мевар Кумбха. Строительство было начато в 1448 году. Кумбалгарх был самой важной крепостью в Меваре после Читторгарха, столицы княжества. Он использовался как убежище для правящей династии княжества в случае опасности.
Форт долго оставался неприступным, но в 1578 году после долгой осады он был захвачен войском правителя Империи Великих Моголов Акбара. Однако правитель Мевара Махарана Пратап продолжил борьбу с моголами, и отбил у них Кумбхалгарх. Крепость оставалась во владении правителей Мевара (Удайпура) до самого образования Индийской Республики. В настоящее время она открыта для свободного доступа.

## Описание
Крепость расположена в живописной местности на высоте 1050 метров. Стены Кумбхалгарха называют Великой Индийской стеной, их длина составляет 36 километров, а ширина варьируется от 5 до 8 метров. Историки утверждают, что по стене могли ехать восемь лошадей в ряд. Из семи ворот, ведущих в крепость, пять располагаются по периметру стен, а двое ворот расположены отдельно. Внутри крепости находятся храмов, дворец Кумбха, бывший летней резиденцией правителей Мевара, а также построенный в XIX-XX веках большой дворец Бадал Махал.